# Fairchild C-119 Flying Boxcar
Фэрчайлд C-119 «Флайинг бокскар» (англ. Fairchild C-119 Flying Boxcar, «Летающий товарный вагон»), имевший в ВМС США обозначение R4Q — американский военно-транспортный самолёт, разработанный компанией Fairchild Republic на основе самолёта периода Второй мировой войны Fairchild C-82 Packet.
Выполнил первый полёт в ноябре 1947, и ко времени прекращения производства самолёта в 1955 г. было выпущено чуть более, чем 1100 машин.
Служил для перевозки грузов, личного состава, больных на носилках и механизированного оборудования, а также для десантирования груза и войск.  Своё прозвище «Летающий товарный вагон» самолёт получил благодаря необычному внешнему виду и грузоподъёмности.

## Боевое применение

### Война в Корее
3 июня 1951 года произошёл уникальный случай «дружественного огня», пара американских C-119B летела с грузом снарядов для своих войск, когда в один из них попал артиллерийский снаряд выпущенный из американского же артиллерийского орудия. В результате самолёт потерял управление и врезался во второй C-119, оба самолёта рухнули на землю, убив всех членов экипажей в составе 10 человек.
Всего в ходе Корейской войны было потеряно 27 таких самолётов, причём один C-119 №48-336 достался противнику во время американского отступления.

### Война во Вьетнаме
В ходе войны во Вьетнаме армией Северного Вьетнама в качестве трофеев было захвачено около 40 самолётов C-119.
В результате окончательной победы военно-воздушные силы объединённого Вьетнама из захваченных самолётов C-119 5 июля 1975 года сформировали 918-й транспортный авиаполк в Тан Сон Нат.

## Разработка
С-119 представляет собой глубоко модернизированный Fairchild C-82 Packet, производившийся в 1945—1948 гг., и использовавшийся Тактическим авиакомандованием и Военно-транспортной службой США на протяжении девяти лет. За это время были обнаружены серьёзные конструкционные проблемы самолёта, для устранения которых была предпринята модернизация.
Прототип С-119, получивший обозначение XC-82B, совершил первый полёт в ноябре 1947, серийное производство самолёта было развёрнуто в декабре 1949.

## Конструкция
Самолёт построен по двухбалочной схеме.

В отличие от C-82, кабина С-119 была сдвинута вперёд, что отразилось на улучшении аэродинамических свойств, увеличении вместимости грузового отсека и размеров перевозимых грузов. Каркас С-119 был усилен, увеличилась мощность поршневых двигателей. 

## Страны, где использовался С-119
Бельгия
- ВВС Бельгии получили 40 новых самолётов и 6 снятых с консервации в США.

 Бразилия
- ВВС Бразилии получили 13 самолётов из состава ВВС США.
  - 2-я эскадрилья 1й транспортной группы

 Канада
- Королевские Канадские ВВС получили 35 новых самолётов.

 Китайская Республика (Taiwan)
- ВВС Тайваня получили 114 списанных из ВВС США самолётов.

 Эфиопия
- ВВС Эфиопии получили 8 списанных из ВВС США самолётов.

 Франция
- Французские ВВС, действовавшие в Индокитае, получили 114 самолётов от ВВС США в аренду.

 Индия
- Индийские ВВС получили 79 самолётов.

 Италия
- Итальянские ВВС получили 40 новых самолётов, пять были переведены из авиапарка ООН и 25 снятых с консервации.

 Иордания
- Королевские Иорданские ВВС получили 4 списанных из ВВС США самолёта.

 Марокко
- Королевские Марроканские ВВС получили 12 списанных из ВВС США самолётов и 6 канадских.

 Норвегия
- Королевские Норвежские ВВС получили 8 самолётов с консервации из Бельгии.

 Испания
- Испанские ВВС получили 10 бывших бельгийских самолётов, которые были доставлены в страну, но в дальнейшем от их использования отказались.

Южный Вьетнам
- ВВС Южного Вьетнама получили 91 самолёт из ВВС США.

ООН
- Пять списанных из ВВС США C-119 сначала использовались ВВС Индии, а затем были переданы Итальянским ВВС.

 США
- ВВС США
- Корпус морской пехоты США
- ВМС США

## C-119 в кинематографе
В снятом в 2004 году фильме-ремейке «Полёт „Феникса“» вместо C-82 Packet (называвшегося в картине "Skytruck" — «Небесный грузовик»), который участвовал в съёмках оригинального фильма «Полёт „Феникса“» в 1965 г., появляется C-119. Для съёмок студии был предложен летающий экземпляр C-82, но режиссёр предпочёл C-119, обладающий более эстетичным дизайном. Специально для съёмок фильма C-119G, принадлежащий Hawkins & Powers Aviation Inc. (регистрационный номер N15501) перегнали в Африку, установив на него дополнительный турбореактивный двигатель, который впоследствии был убран. Три списанных из Корпуса морской пехоты C-119F были сняты в сценах крушения.